# Northrop C-19 Alpha
El Northrop C-19 Alpha fue una serie de tres aviones adquiridos a Northrop por el Cuerpo Aéreo del Ejército de los Estados Unidos, en 1931. Eran versiones ligeramente modificadas del civil Northrop Alpha 2.

## Diseño y desarrollo
Los aviones YC-19 fueron Northrop Alpha 2 suministrados al USAAC para evaluación. No se emitieron órdenes de producción. La principal diferencia entre los C-19 y los Alpha era que la versión civil llevaba un piloto y seis pasajeros, mientras que la versión del Ejército transportaba un piloto y cuatro pasajeros.

## Historia operacional
Un avión, el último de los tres adquiridos, se estrelló entre Richmond y Petersburg, Virginia, el domingo 19 de marzo de 1933, muriendo su piloto y dos pasajeros. Los otros aviones fueron usados durante varios años más hasta que fueron enviados a escuelas de entrenamiento como modelos para las clases de mantenimiento y reparación.

## Variantes
YC-19
Un avión, anteriormente una Alpha 2, número de serie 31-516, motor Pratt & Whitney R-1340-7.
Y1C-19
Dos aviones, números de serie 31-517 y 31-518, motor Pratt & Whitney R-1340-11.

## Operadores
Estados Unidos
- Cuerpo Aéreo del Ejército de los Estados Unidos

## Especificaciones (YC-19)
Referencia datos: "Jane's all the World's Aircraft" - 1931, page 303c

### Características generales
- Tripulación: Uno (piloto)
- Capacidad: Cuatro pasajeros
- Longitud: 8,7 m (28,4 ft)
- Envergadura: 12,8 m (41,8 ft)
- Altura: 2,7 m (9 ft)
- Peso máximo al despegue: 2136 kg (4707,7 lb)
- Planta motriz: 1× motor radial de nueve cilindros refrigerado por aire Pratt & Whitney Wasp R-1340-7.
  - Potencia: 336 kW (463 HP; 457 CV)

### Rendimiento
- Velocidad máxima operativa (Vno): 272 km/h (169 MPH; 147 kt)
- Alcance: 1040 km (562 nmi; 646 mi)
- Techo de vuelo: 5792 m (19 003 ft)

## Aeronaves relacionadas

### Desarrollos relacionados
- Northrop Alpha

### Secuencias de designación
- Secuencia C-_ (Aviones de Carga del USAAC/USAAF/USAF, 1924-1962): ← C-16 - C-17 - C-18 - C-19 - C-20 - C-21 - C-22 →